# أبو عبد الله محمد المتوكل
إن كنت تبحث عن سلطان مغربي من الدولة السعدية راجع: محمد المتوكل
أبو عبد الله محمد بن الحسن المتوكل ينحدر من مدينة بجاية شرق الجزائر أمير حفصي حكم فيما بين عامي 1494 م و1526 م. هو ابن أبو محمد حسن. ورث الحكم عند وفاة أبي يحيى زكرياء الثاني في عام 1494 ولم يترك وريثا. غير أنه لم تكن له رغبة في الحكم. وكانت القبائل ثائرة، وسيطر الإسبان عام 1510 على كل من بجاية وطرابلس. توفي عام 1526 وخلفه ابنه أبو عبد الله الحسن بن محمد.
اهتم أبو عبد الله محمد بن الحسن بالثقافة والفنون، ومن أهم الأعمال التي تنسب إليه المكتبة التي أسسها حوالي عام 1500 بجامع الزيتونة والمعروفة باسم المكتبة العبدلية وقد استمر وجودها عدة قرون إلى أن نقلت مخطوطاتها عام 1967 إلى دار الكتب الوطنية بتونس. كما تحدث ليون الإفريقي عن هوسه بالموسيقى، إذ يقول : «فقد كان يشعر بالنشوة بين المنشدين والعازفين والنساء اللائي يحذقن الغناء».